# ایماگاوایاکی
ایماگاوایاکی (به ژاپنی: 今川焼き Imagawayaki) یکی از انواع واگاشی (شیرینی ژاپنی) است. این شیرینی معمولاً در بیرون از منازل و در فستیوال‌ها و جشن‌های خیابانی طبخ می‌شود.